# Шушкевич Володимир Григорович
Шушкевич Володимир Григорович (нар. 25 квітня 1965, м. Горлівка, Донецька область) — український політик, народний 
Член Української партії «Єдність»; ТОВ «Полмар ЛТД», технічний директор.
Народився 25 квітня 1965 (місто Горлівка, Донецька область); українець.
Освіта: Київський політехнічний інститут (1992), інженер-механік, «Машини та апарати хімічних виробництв».
03.2006 канд. в нар. деп. України від Виборчого блоку "Євген Марчук — «Єдність», N 14 в списку. На час виборів: технічний директор ТОВ «Полмар ЛТД», чл. УП «Єдність».
Народний депутат України 3 склик. 03.1998-04.2002 від ВО «Громада», № 19 в списку. На час виборів: координатор духовної ради ВО «Громада», консультант Донец. обл. орг. ВО «Громада». Член фракції «Громада» (05.1998-02.2000), член фракції СДПУ(О) (02.2000-12.2001), член фракції партії «Єдність» (з 12.2001). Член Комітету з питань культури і духовності (з 07.1998).
1996–1997 — помічник голови Донецької облдержадміністрації. 1997–1998 — консультант Донецької обласної організації ВО «Громада».